# U.S. Highway 20
Der U.S. Highway 20 (im angelsächsischen Sprachgebrauch auch U.S. Route 20, kurz US 20) ist eine west-ost-amerikanische Hauptverkehrsstraße. Die Null im Straßennamen gibt hierbei an, dass es sich um eine Straße handelt, die von Küste zu Küste führt. Mit über 5415 Kilometern ist sie die längste Straße der Vereinigten Staaten von Amerika.

## Geschichte
Ehe das US-Highwaysystem entstand, wurde der Streckenabschnitt zwischen Neuengland und New York als New England Interstate Route 5 (NE-5) bezeichnet.